# 2-Methylchinolin
2-Methylchinolin (Trivialname Chinaldin) ist eine heterocyclische chemische Verbindung. Sie besteht aus einem Chinolingerüst, welches in 2-Position mit einer Methylgruppe substituiert ist.

## Vorkommen

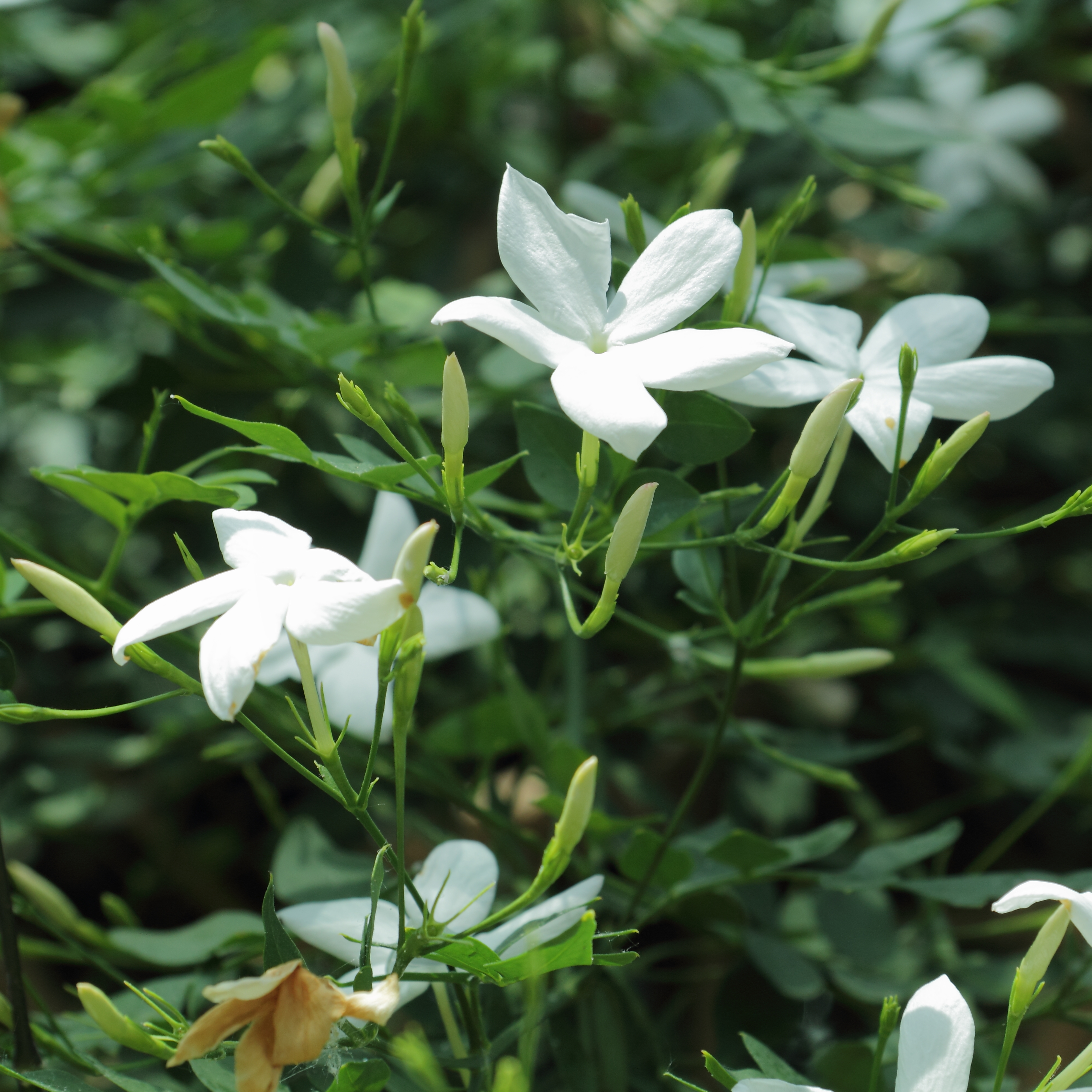
Jasmin enthält natürlicherweise 2-Methylchinolin

Natürlich kommt 2-Methylchinolin in Teeblättern und Jasminblüten vor.

## Gewinnung und Darstellung
2-Methylchinolin kommt zu etwa 0,2 % im Steinkohlenteer vor und kann aus diesem durch geeignete Verfahren gewonnen werden. 2-Methylchinolin geht bei der Destillation des Teers in der zusammen mit Chinolin und Isochinolin in der gleichen Fraktion über. Nach Extraktion mit Schwefelsäure wird 2-Methylchinolin durch Fällung mit Ammoniak von diesen abgetrennt.
Synthetisch kann 2-Methylchinolin durch eine Skraup-Synthese aus Anilin und Crotonaldehyd gewonnen werden.

## Verwendung
2-Methylchinolin wird zur Herstellung von Farbstoffen wie Pinacyanol, Chinolingelb oder Chinaldinrot verwendet. Es wurde gezeigt, dass 2-Methylchinolinsulfat als Anästhetikum für Fischtransporte genutzt werden kann.